# Прошек

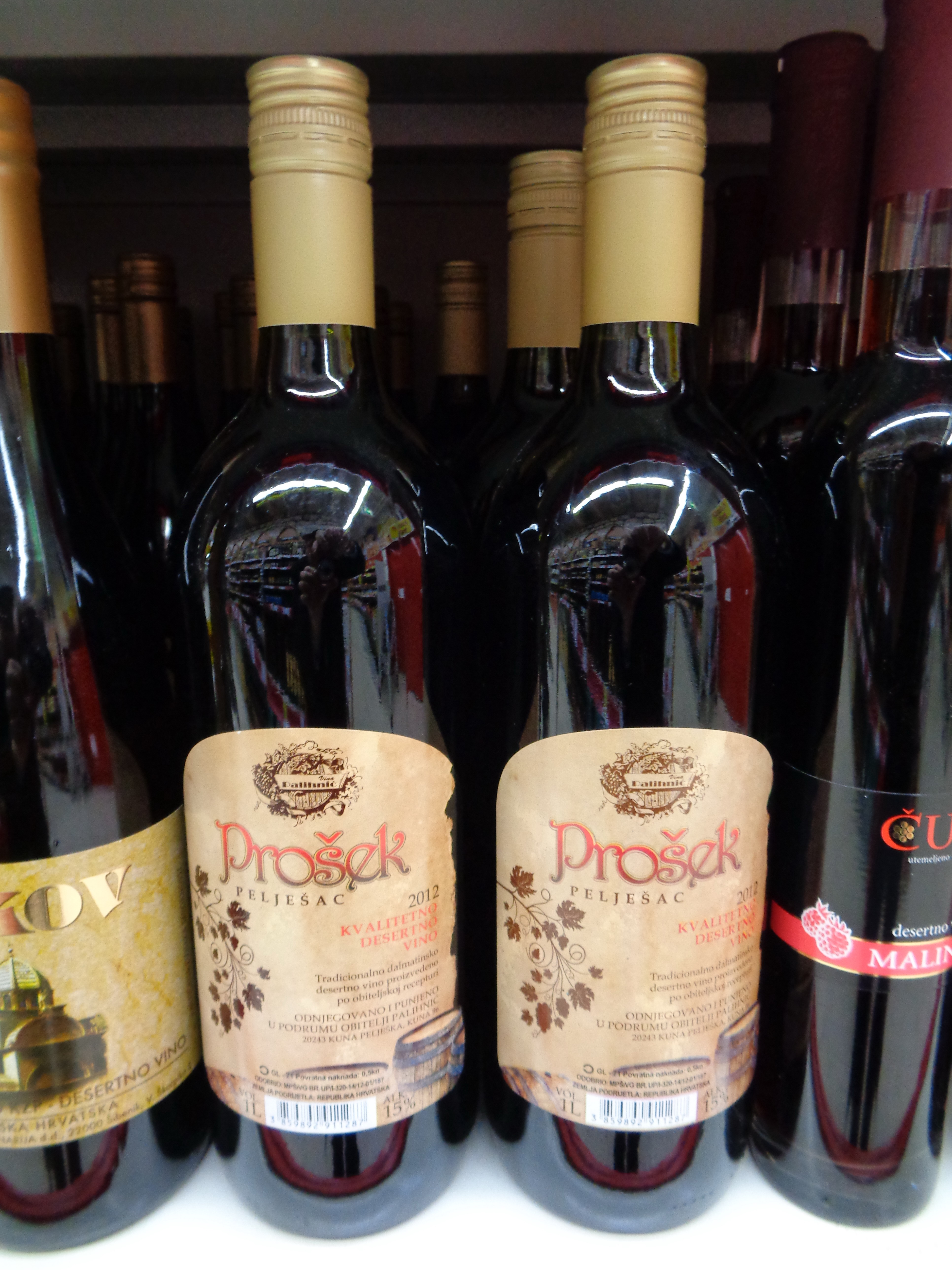
Пляшки з прошеком

Прошек (хорв. Prošek) — солодке десертне вино, яке традиційно походить з південної частини Далмації, Хорватія.

## Опис
Вино виробляється з висушених (в'ялених) на кущі виноградних ягід методом пассіто. Якісний прошек в об'ємі зазвичай значно дорожче інших вин, оскільки на його виробництво потрібно в середньому в сім разів більше винограду.
Хоча верхня межа міцності у виробників коливається, для сертифікації як прошек вона повинна становити не менше 15 %.
Композиційно вино утворюється стародавніми регіональними білими сортами винограду — Богдануша (хорв. Bogdanuša), Мараштіна (хорв. Maraština, генетично споріднений до італійських сортів мальвазії) та/бо Вугава (хорв. Vugava, можливий прародич французького сорту Віонье), а версія вина вищої лінійки є блендом білої основи та червоного сорту Плавак Малі (хорв. Plavac Mali, червоний регіональний хорватський сорт).

## Плутанина з іншими винами
Деколи висувалися припущення, що прошек є спорідненим до італійського ігристого вина просекко, однак між ними не має схожості ні в процесі виробництва, ні в стилі (одне — десертне, друге — ігристе), ні в використовуваних сортах винограду; так само не має зв'язку і у походженні двох назв.
Незважаючи на це, через схожість звучання назв, за поданням Італії з 1 липня 2013 року, ЄС заборонив використання назви «прошек» для всіх країн-членів. Хорватія подала офіційну скаргу, оскільки назва «прошек» використовувалась принаймні 2000 років.